# Érsekvadkert
Érsekvadkert – wieś i gmina w północnej części Węgier, w pobliżu miasta Balassagyarmat. Gmina liczy 3526 mieszkańców (styczeń 2011) i zajmuje obszar 55,37 km².
Miejscowość leży na obszarze Średniogórza Północnowęgierskiego, w pobliżu granicy ze Słowacją. Administracyjnie osada należy do powiatu Balassagyarmat, wchodzącego w skład komitatu Nógrád.